# Elkin Fernando Álvarez Botero
Elkin Fernando Álvarez Botero (El Retiro, 21 novembre 1968 – El Retiro, 8 luglio 2023) è stato un vescovo cattolico colombiano.

## Biografia
Elkin Fernando Álvarez Botero nacque a El Retiro il 21 novembre 1968 da Guillermo Alvarez e Teresa Botero.

### Formazione e ministero sacerdotale
Completò la sua istruzione primaria e parte del liceo nella sua città natale. Nel 1983 fu ammesso nel seminario minore di Marinilla, dove terminò gli studi liceali e quelli di filosofia dal 1987 al 1988. Compì gli studi di teologia presso il seminario nazionale "Cristo Sacerdote" di La Ceja dal 1988 al 1991.
Nel 1992 fu ordinato diacono. Prestò servizio nella parrocchia della cattedrale di San Nicola a Sonsón. Poco dopo venne inviato a Roma per studi. Prese residenza presso il Pontificio Collegio Internazionale "Maria Mater Ecclesiae", un istituto destinato a educare presbiteri diocesani i cui vescovi intendono destinarli a incarichi di formazione nei seminari, fondato da papa Giovanni Paolo II l'anno precedente e guidato dai Legionari di Cristo. Svolse il ministero pastorale in una parrocchia della città.
Il 1º luglio 1993 fu ordinato presbitero per la diocesi di Sonsón-Rionegro da monsignor Flavio Calle Zapata nella cappella del Pontificio Collegio Internazionale "Maria Mater Ecclesiae" da monsignor Flavio Calle Zapata. L'anno successivo conseguì la licenza in teologia biblica presso la Pontificia Università Gregoriana. Tornato in patria fu formatore e professore al seminario nazionale "Cristo Sacerdote" a La Ceja dal 1994 al 2000, delegato vescovile per l'animazione biblica della pastorale dal 1996 al 2003, rettore ed economo del seminario nazionale "Cristo Sacerdote" a La Ceja dal 2000 al 2003, collaboratore locale della nunziatura apostolica a Bogotà dal 2003 al 2010 e direttore dei dipartimenti per i ministeri ordinati e per la vita consacrata della Conferenza episcopale della Colombia dal 2010 al 2012. Completò gli studi di specializzazione in dottrina e pastorale sociale della Chiesa presso l'Università Cattolica dell'Oriente a Rionegro.
Fu anche membro del consiglio presbiterale e del collegio dei consultori dal 1999 al 2003.

### Ministero episcopale
Il 28 maggio 2012 papa Benedetto XVI lo nominò vescovo ausiliare di Medellín e titolare di Gemelle di Numidia. Ricevette l'ordinazione episcopale il 4 agosto successivo nella basilica cattedrale metropolitana dell'Immacolata Concezione a Medellín dall'arcivescovo metropolita di Medellín Ricardo Antonio Tobón Restrepo, co-consacranti il vescovo di Riohacha Héctor Ignacio Salah Zuleta e l'arcivescovo metropolita di Ibagué Flavio Calle Zapata.
Nel settembre dello stesso anno compì la visita ad limina.
Dall'8 luglio 2016 al 4 luglio 2021 fu segretario generale della Conferenza episcopale della Colombia.
Il 22 ottobre 2020 papa Francesco lo nominò vescovo di Santa Rosa de Osos. Prese possesso della diocesi il 16 dicembre successivo.
Dal 2 maggio 2022 al 23 marzo 2023 fu anche amministratore apostolico sede vacante di Santa Fe de Antioquia.
Monsignor Álvarez Botero, durante i suoi anni di servizio alla Chiesa, dimostrò un enorme interesse nella ricerca di possibili modi per risolvere situazioni di conflitto sociale in Colombia. Nel 2021, a seguito delle proteste sociali scoppiate contro il governo, estese il messaggio di papa Francesco a tutti i credenti del Paese, al fine di trovare opportune vie di dialogo. Invitò le parti interessate a trattare i problemi con tolleranza, secondo i principi della dottrina sociale della Chiesa cattolica. La Chiesa cattolica, insieme all'Organizzazione delle Nazioni Unite, partecipò come garante ai dialoghi tra il governo e i diversi settori che guidavano le proteste.
Morì improvvisamente nella sagrestia della chiesa di Nostra Signora del Rosario nella sua nativa El Retiro l'8 luglio 2023 all'età di 54 anni per un infarto. Si stava apprestando a celebrare un'Eucaristia di ringraziamento per i suoi trent'anni di vita presbiterale. Una prima celebrazione di esequie si tenne il 10 luglio alle ore 11 nella cattedrale di Nostra Signora del Rosario di Chiquinquirá a Santa Rosa de Osos e venne presieduta da monsignor Fidel León Cadavid Marin, vescovo di Sonsón-Rionegro. Una seconda celebrazione si tenne il giorno successivo alle ore 11 nella chiesa di Nostra Signora del Rosario a El Retiro. Al termine del rito la salma venne sepolta nello stesso edificio.

## Genealogia episcopale
La genealogia episcopale è:
- Cardinale Scipione Rebiba
- Cardinale Giulio Antonio Santori
- Cardinale Girolamo Bernerio, O.P.
- Arcivescovo Galeazzo Sanvitale
- Cardinale Ludovico Ludovisi
- Cardinale Luigi Caetani
- Cardinale Ulderico Carpegna
- Cardinale Paluzzo Paluzzi Altieri degli Albertoni
- Papa Benedetto XIII
- Papa Benedetto XIV
- Papa Clemente XIII
- Cardinale Enrico Benedetto Stuart
- Papa Leone XII
- Cardinale Chiarissimo Falconieri Mellini
- Cardinale Camillo Di Pietro
- Cardinale Mieczysław Halka Ledóchowski
- Cardinale Jan Maurycy Paweł Puzyna de Kosielsko
- Arcivescovo Józef Bilczewski
- Arcivescovo Bolesław Twardowski
- Arcivescovo Eugeniusz Baziak
- Papa Giovanni Paolo II
- Cardinale Beniamino Stella
- Arcivescovo Ricardo Antonio Tobón Restrepo
- Vescovo Elkin Fernando Álvarez Botero